# انجذاب جنسي وراثي

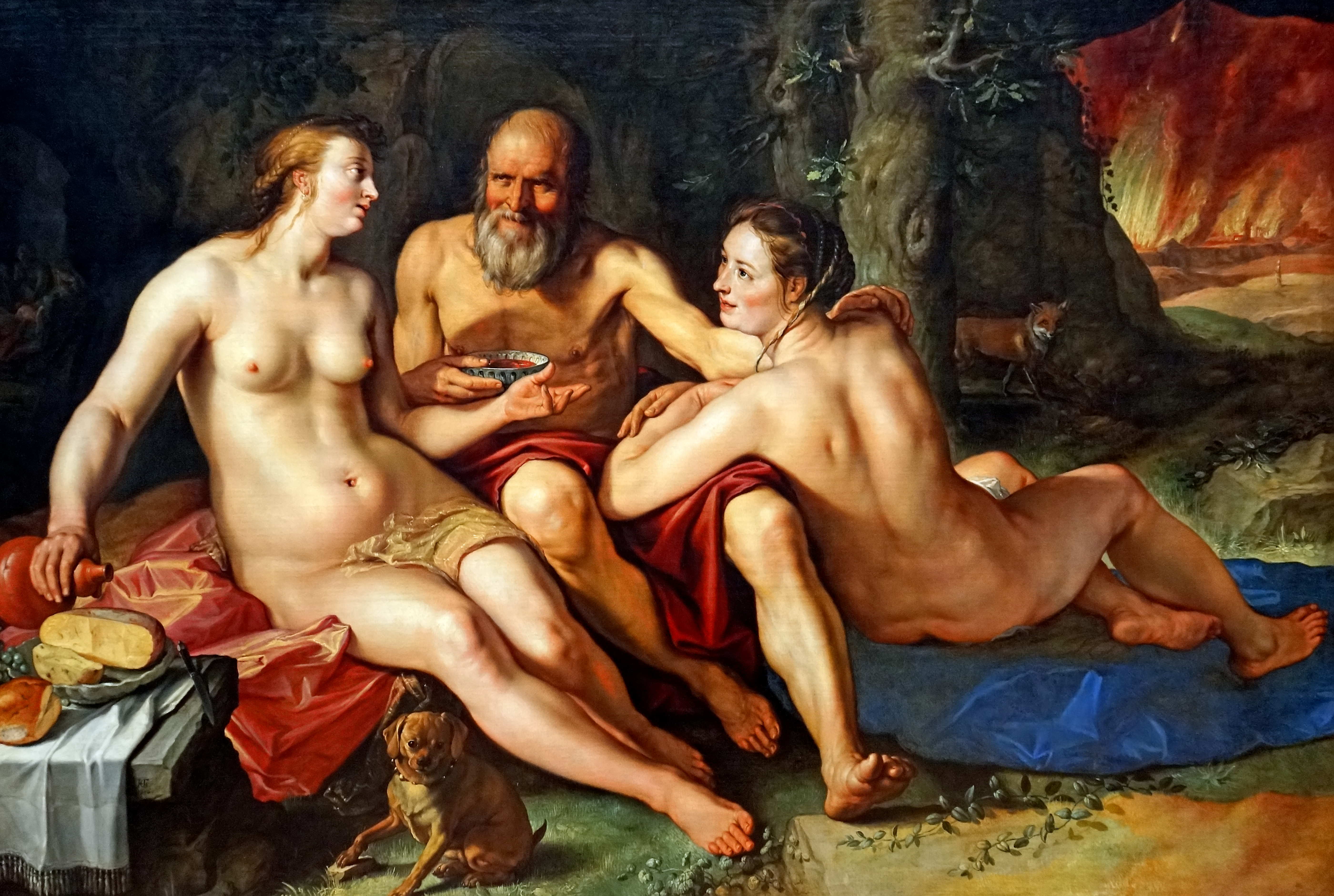

الانجذاب الجنسي الوراثي هي ظاهرة تتمثل في إمكانية تطور انجذاب جنسي بين شخصين تربط بينهما قرابة دم بشرط أن يلتقيا أول مرة وهما بالغان.
استعمل التعبير الإنجليزي "Genetic sexual attraction" أول مرة في أواخر الثمانينات من طرف باربرا غونيو مؤسسة جمعية "Truth Seekers In Adoption" (الباحثون عن الحقيقة في التبني) بشيكاغو، والتي تدعم المتبنين وأقاربهم المفقودين.

## النظرية
عادة ما يختار الإنسان رفيقا يشبهه، وهذا يشمل المظهر الخارجي والخواص التفكيرية. وغالبا ما يعتبر الناس الأوجه التي تشبههم أكثر جاذبية وأهلة للثقة من الأخرى. ولكن «بيريتزكي» (2004) ينسب هذا لتطبّع الأبناء بوالدهم من الجنس المعاكس. حققت الدراسة نسبة اتساق تبلغ 0,223 بالنسبة للانفتاح و 0,235 بالنسبة للتناقض (حسب مخزون الشخصية لآيسينك). بينت مراجعة لعدة دراسات سابقة أن هذه الأرقام شائعة.
لأن العديد من المواصفات والملامح تحددها الجينات على الأقل جزئيا، فإن الانجذاب الجنسي الوراثي يظهر كنتيجة للقاء الأقارب الذين تربط بينهم صلة دم بعد بلوغهم، عادة نتيجة للتبني. بالرغم من أن حدوث هذه الظاهرة بعد تبني الأقارب نادر، فإن ارتفاع حالات التبني في السنوات الأخيرة يعني أنها ستأثر عددا أكبر من الناس. وقد تؤدي إلى علاقة جنسية فتسمى بزنا المحارم.
نادرا ما يظهر الانجذاب الجنسي الوراثي بين الأشخاص الذين تربوا معا في طفولتهم بسبب تطبّع جنسي معاكس يسمى بتأثير ويسترمارك، والذي يمنِّعهم ضد الانجذاب الجنسي لاحقا. يفترض أن هذه الظاهرة تطورت لتمنع التوالد الداخلي.
يصف بعض منتقدي النظرية هذه الأخيرة بأنها تنتمي للعلم الزائف.

## أمثلة

### مذكراتكاثرين هاريسون
نشرت الكاتبة الأمريكية كاثرين هاريسون أحد مذكراتها في التسعينات تحت عنوان «القبلة»، وحكت فيها عن علاقتها الرومنسية المستمرة أربع سنوات مع والدها الذي لم تره لمدة 20 سنة تقريبا قبل علاقتهما.

### غاري ريانوبيني لورنس
في سن 18 ترك غاري ريان صديقته الحامل وهاجر إلى الولايات المتحدة الأمريكية. بعدما نضجت ابنته بيني لورنس قررت البحث عن والدها، وعندما التقيا أحسا «كلاهما بانجذاب جنسي فوري». فدخلا في علاقة حميمة وعاشا معا، وابتداء من أبريل سنة 2012 كانا يترقبان ولادة ابنهما الأول.